# الحديقة الوطنية صنغار - جباس
الحديقة الوطنية صنغار جباس هي إحدى أحدث الحدائق الوطنية التونسية إنشاء.
ومن أهمّ الحيوانات المحميّة في هذه الحديقة نجد الغزال نحيل القرون وغزال دوركاس وطائر الحبارى.